# Estación del Arte metróállomás
Estación del Arte (korábban Atocha) metróállomás Spanyolország fővárosában, Madridban a madridi metró 1-es vonalán.
A metróállomást 2018. december 1-jén nevezték át, hogy könnyebben megkülönböztethető legyen a Atocha pályaudvartól.

## Metróvonalak
Az állomást az alábbi metróvonalak érintik:
- 1-es metróvonal

## Kapcsolódó állomások
A metróállomáshoz az alábbi állomások vannak a legközelebb:
- Antón Martín (Pinar de Chamartín, 1-es metróvonal)
- Atocha Renfe (Valdecarros, 1-es metróvonal)